# Gordon Thomson
Gordon Thomson (Ottawa, 2 marzo 1945) è un attore statunitense.

## Biografia
Dopo aver fatto il suo esordio cinematografico nel 1969, continua a dedicarsi alla recitazione. Per tutti gli anni '70 è protagonista di film di vario genere. Nel 1981 arriva il primo ruolo importante, è infatti tra i protagonisti della soap-opera I Ryan nella parte di Aristotle, ruolo che ricoprirà fino al 1982.
Nel 1982 viene scelto da Aaron Spelling per interpretare Adam Carrington nel celebre Dynasty. Il ruolo darà all'attore una grande fama a livello internazionale, tanto che nel 1988 si ritroverà in nomination per un Golden Globe. Gordon sarà protagonista fino alla fine della serie nel 1989.
Conclusa la serie l'avviata carriera di Thomson è continuata con discreto successo. Ha infatti interpretato ruoli da protagonista in Santa Barbara, era Mason tra il 1992-1993, Febbre d'amore (1997), nella parte di Patrick e in Sunset Beach, nella parte di A.J. tra il 1998 e 1999.
Tanti i ruoli da guest star che ha interpretato nei telefilm, da La signora in giallo (1989-1990), a Beverly Hills 90210 (1997), oltre ai ritorni cinematografici, come Poseidon nel 2006 con Kurt Russel.
Nel settembre 2017, all'età di 72 anni, l'attore ha fatto coming out, dichiarando la propria omosessualità durante un'intervista con il The Daily Beast.

## Filmografia parziale

### Cinema
- Explosion (1969)
- Starship Invasions (1977)
- Love (1982)
- Arrivederci Roma (1990)
- L'uomo dei suoi sogni (1997)
- Little Miss Sunshine (2006)
- Poseidon (2006)

### Televisione
- I Ryan (1981-1982)
- Dynasty (1982-1989)
- Fantasilandia (1983)
- Detective per amore (1985)
- Love Boat (1985)
- I Colby (1985-1986)

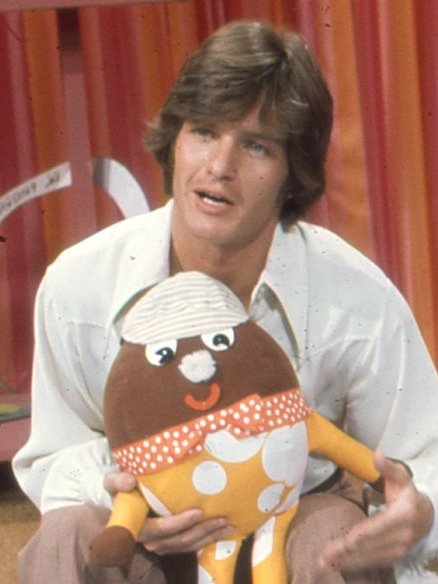
Thomson nel 1971

- La signora in giallo (Murder, She Wrote) – serie TV, episodio 6x03 (1989)
- Santa Barbara (1992-1993)
- Due poliziotti a Palm Beach (1996)
- Alta marea (1997)
- Baywatch (1997)
- La tata (1997)
- Beverly Hills 90210 (1997)
- Febbre d'amore (1997)
- Sunset Beach (1998-1999)
- Passions (2000)
- I giorni della nostra vita (2009)

## Riconoscimenti
- Golden Globe
  - 1988 – Candidatura per il Miglior attore non protagonista in una serie drammatica per Dynasty
- Soap Opera Digest Awards
  - 1986 – Candidatura per il Miglior cattivo in una soap-opera, per Dynasty
  - 1988 – Candidatura per il Miglior cattivo in una soap-opera per Dynasty
  - 1989 – Candidatura per il Miglior attore protagonista in una soap-opera per Dynasty
  - 1991 – Candidatura per il Miglior coppia (con Nancy Lee Grahn) in una soap-opera per Santa Barbara